# Mirandaise
La mirandaise ou gasconne aréolée est une race bovine française. C'est une race proche de la gasconne, originaire de l'Ariège, alors que la mirandaise a son berceau dans le Gers, et elle s'en distingue principalement par le contour de ses yeux et de ses muqueuses qui est rosé et le contour des oreilles blanc. C'est une race rustique, à la viande de qualité, qui n'est pas parvenu à s'imposer sur les marchés comme la Gasconne des Pyrénées, et menacée de disparaître. Elle fait l'objet d'un programme de conservation qui a permis aux effectifs d'augmenter ces dernières années, pour atteindre aujourd'hui environ 1 400 animaux. L'effectif total, qui se situe actuellement à 848 femelles de tout âge, cela progresse de 10% par an depuis 2020.

## Origine
Elle est issue du rameau grise des steppes. Elle descend du cheptel amené par les Wisigoths au VIe siècle. Cette race locale fait référence à sa région d'origine, la localité de Mirande dans le Gers. Le livre généalogique a été ouvert en 1897. Cette race a ensuite été fusionnée en 1955 avec la gasconne, sa cousine de l'Ariège, qui se distingue de la Mirandaise par ses muqueuses noires. Cependant si la fusion est réalisée sur le papier, elle ne se fait pas sur le terrain et les deux populations demeurent bien distinctes. Dans les années 1960, des infusions de semence de piémontaise ont été faites. Il a fallu éliminer de la sélection les animaux croisés. La race est ainsi à nouveau inscrite au catalogue des races françaises. Les effectifs en 2004 tournent autour de 1 400 animaux dont 530 vaches et 30 taureaux inscrits. Un programme de préservation et de gestion de la consanguinité a été mis en place à l'initiative de l'institut de l'élevage et avec l'appui de diverses organisations locales.

## Morphologie

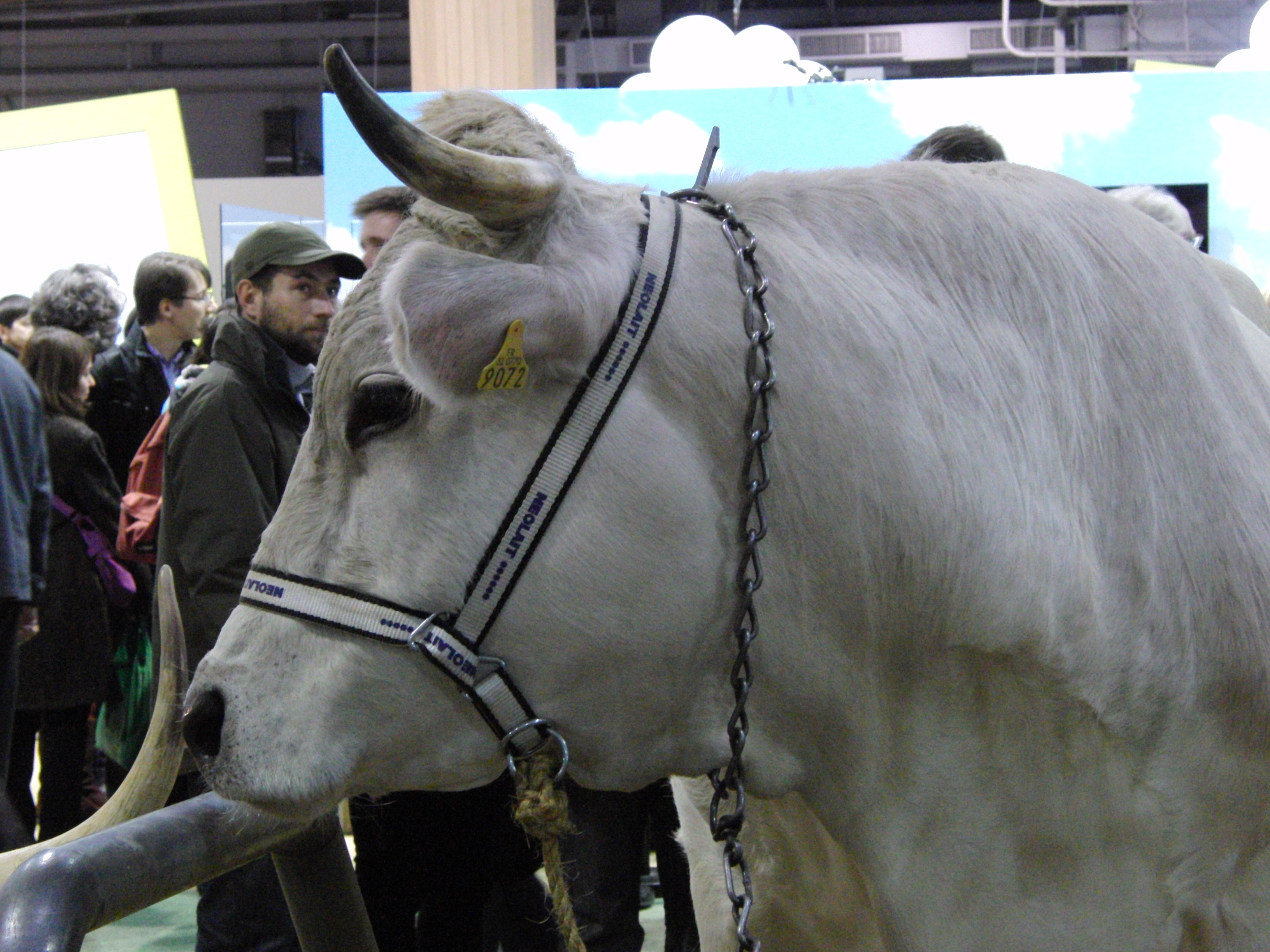
Vache mirandaise au salon de l'agriculture.

Elle porte une robe gris clair, parfois nuancée de roux, et des muqueuses sombres, comme la gasconne, mais le tour des yeux (d'où le terme aréolée) de la vulve et des testicules est rosé. Le bord des oreilles est également dépigmenté. Les onglons sont noirs. Ses cornes sont blanches aux extrémités noires, et son œil est vif et de couleur sombre. Elle est de taille légèrement plus grande que la Gasconne, alors que cette dernière a un meilleur développement musculaire. La vache mesure 138 cm au garrot pour 650 kg et le taureau 150 cm pour 900 kg.

## Aptitudes
Cette race était réputée pour la puissance de ses bœufs de travail, qui pouvaient réaliser les travaux des champs dans des terrains lourds, parfois très escarpés, dans les coteaux gascons. C'est une race rustique, qui résiste bien à la chaleur. Elle est calme et docile. Avec la mécanisation, elle est devenue une bonne race allaitante, à la viande savoureuse et peu grasse même si elle reste moins productive que la gasconne ou la blonde d'Aquitaine. Elle présente une très bonne fécondité et très bon développement squelettique, avec des membres très solides. Elle vêle sans difficultés.

## Élevage
La Mirandaise est élevée sur les coteaux escarpés du Gers, dans des systèmes traditionnels produisant une grande variété d'animaux, du veau de boucherie au broutard vendu maigre en passant par la vache de réforme et le bœuf de 3 à 5 ans. Un groupe d'éleveurs essaie actuellement, en collaboration avec le lycée agricole de Mirande, de mieux valoriser la production de bœufs, très ancienne dans la région, en développant une filière. Ce produit a d'ailleurs été recensé par l'association Slow Food de le cadre de son projet Arche du Goût parmi les produits alimentaires de qualité menacé de disparaître. Sa viande est également depuis peu valorisée par la filière « Lou Bedet », qui commercialise des veaux gras âgés de 4 à 5 mois. Le président de l'association des éleveurs de Mirandaises se nomme Julien Soulé, il se situe dans le Gers à Saint-Arroman, et possède une trentaine de vaches mirandaises  .

## Sauvegarde
Depuis 1981, la Mirandaise fait l'objet d'un programme de conservation créé à l'initiative de l'institut de l'élevage, qui s'intéresse beaucoup à cette époque aux races locales menacées de disparaître. D'autres organismes se sont alors joints à ce programme afin de créer une réelle dynamique autour de la race, comme la fédération interdépartementale de la race mirandaise, l'établissement départemental de l'élevage du Gers, l'UPRA gasconne et le conservatoire du patrimoine biologique régional de Midi-Pyrénées. Le premier travail a été de faire l'inventaire des animaux toujours existants et des élevages la préservant. La situation est alors critique puisque l'on ne trouve plus que 150 vaches et un taureau qui est prélevé pour être utilisé en insémination artificielle. Pour suivre l'évolution de la race, un livre généalogique recensant les animaux est tenu à jour, et les élevages concernés sont visités régulièrement. Au fur et à mesure que les effectifs réaugmentent, des efforts peuvent être faits pour les animaux ne correspondant pas parfaitement aux standards de la race. En parallèle, un stock de semence est constitué pour pouvoir conserver une variabilité génétique sur le long terme. Ainsi, la coopérative d'insémination artificielle du sud-ouest de la France, Midatest, propose 16 taureaux mirandais différents à l'insémination. Des efforts sont également réalisés pour faire la promotion de la race, et notamment pour tenter d'obtenir un label de qualité autour de la viande de Mirandaise. De son côté, le conseil général du Gers aide financièrement la fédération mirandaise depuis 1995.
À partir de 1998, la fédération mirandaise se sépare de l'UPRA gasconne et gère la race indépendamment. En effet, au sein de l'UPRA peut d'efforts étaient réalisés spécifiquement en faveur de la Mirandaise, même si celle-ci était acceptée au sein du label gascon pour la valorisation de ces animaux depuis 1997. La Mirandaise ne dispose pas de son propre organisme de sélection, mais d'un organisme commun à treize races en conservation, regroupant les races armoricaine, béarnaise, bordelaise, bretonne pie noir, aure-et-saint-girons, ferrandaise, froment du Léon, lourdaise, maraîchine, mirandaise, nantaise, saosnoise, villard-de-lans. Sa gestion est confiée à l'institut de l'élevage mais son bureau est constitué d'éleveurs des races concernées. La première action de l'organisme de sélection a été de présenter ces treize races lors du salon de l'agriculture à Paris en 2010.

## Diffusion

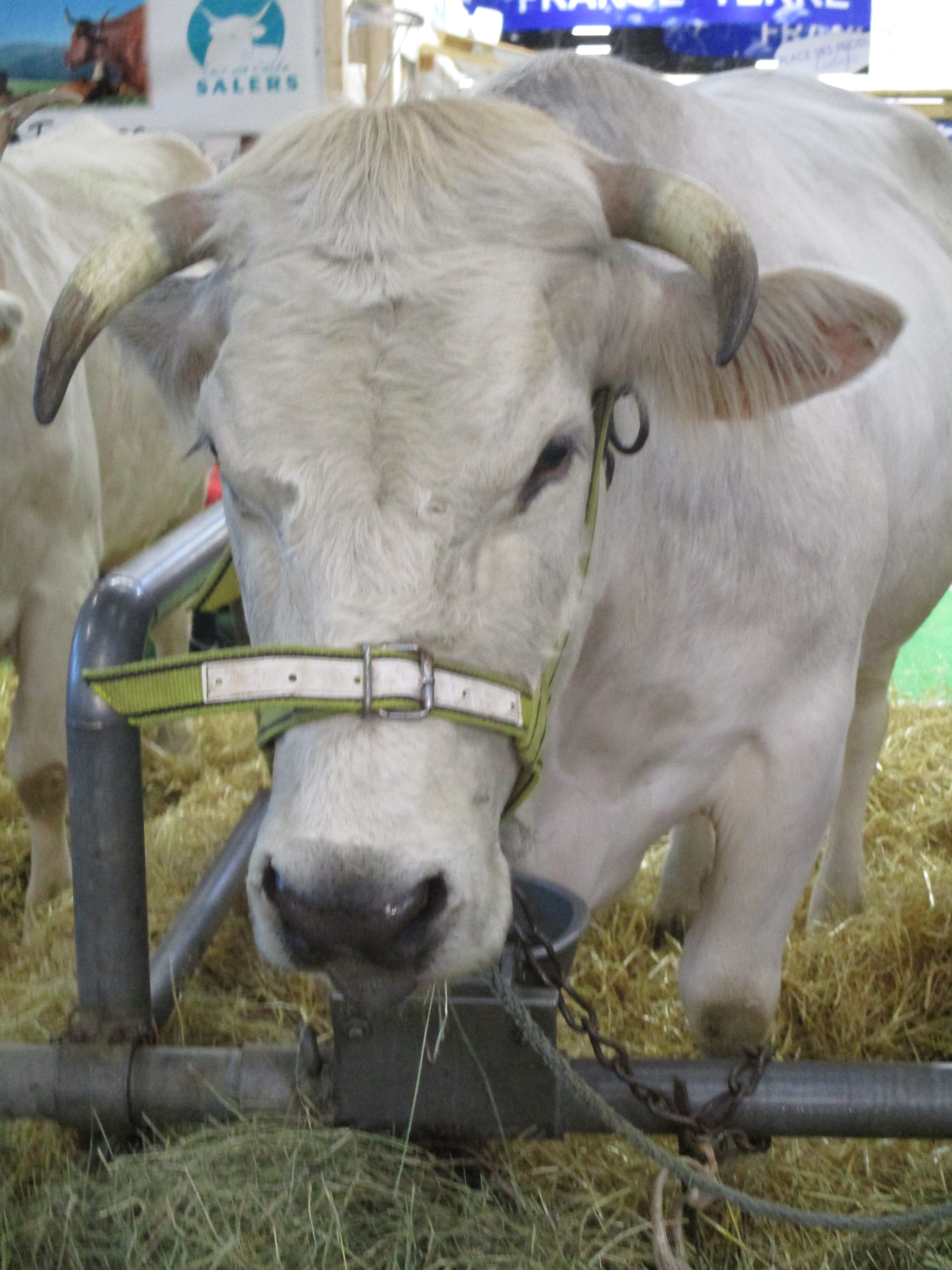
Vache mirandaise.

La Mirandaise est depuis son origine une race typique du Gers. Son berceau se trouve précisément dans la vallée de cette rivière, entre Masseube et Fleurance. On la trouve principalement dans la partie sud des arrondissements de Mirande et Lombez, et cela depuis son origine.